# Канело (Бреша)
Канело је насеље у Италији у округу Бреша, региону Ломбардија.
Према процени из 2011. у насељу је живело 17 становника. Насеље се налази на надморској висини од 74 м.